# Макарий (Павлидис)
Митрополит Мака́рий (греч. Μητροπολίτης Μακάριος, в миру Па́влос Павли́дис, греч. Παῦλος Παυλίδης; род. 24 сентября 1937, Янница, Пелла, Греция) — епископ Константинопольской православной церкви, митрополит Анейский (с 2018).

## Биография
Родился 24 сентября 1937 года в Яннице, в номе Пелла в Греции, где с 1947 по 1953 годы обучался в гимназии.
С 1953 по 1959 годы обучался в Афониаде на Афоне. 12 апреля 1955 года принял монашество в монастыре Кутлумуш.
С 1959 по 1963 годы обучался в Халкинской богословской школе, где 2 февраля 1961 года был рукоположён в сан иеродиакона.
19 мая 1963 года в храме святого Димитрия в Татавле (Шишли) митрополитом Филадельфийским Иаковом (Дзанаварисом) рукоположен в сан иеромонаха.
Окончив обучение, вернулся на Афон, но в 1964 году по приглашению митрополита Фиатирского и Великобританского Афинагора (Коккинакиса) переехал в Великобританию и был принят в клир Фиатирской епархии с центром в Лондоне. Основал приход святого Георгия в Кингстоне, где служил до января 1959 года.
В январе 1959 года вместе с митрополитом Филадельфийским Иаковом, назначенным патриаршим экзархом Австралийской архиепископии, направлен на служение в Мельбурн.
После того, как митрополит Иаков был назначен митрополитом Германским, архимандрит Макарий последовал за ним, и с 6 декабря 1969 года служил в клире Германской митрополии в Бонне. 3 декабря 1971 года был назначен протосинкеллом Германской митрополии. Вместе с митрополитом Иаковом реорганизовал Германскую митрополию, чтобы удовлетворить потребности мигрантов.
3 ноября 1985 года был рукоположен в сан титулярного епископа Лампсакского, викария Швейцарской митрополии. Являлся ректором образовательного центра Константинопольской патриархии в Шамбези.
10 июля 2018 года Священным Синодом Константинопольской православной церкви избран митрополитом Анейским.
В июне 2019 года совершил визит в Православную церковь Украины